# Fridrich Karel Stolbersko-Gedernský
Fridrich Karel Stolbersko-Gedernský (11. října 1693, Gedern – 28. září 1767, Gedern) byl německý kníže, zakladatel stolbersko-gedernské linie rodu Stolberg, která zanikla v roce 1804, když se stala součástí linie Stolberg-Wernigerode.

## Život
Fridrich Karel se narodil jako pátý syn stolberského hraběte Ludvíka Kristiána a jeho manželky Kristýny Meklenburské. Po otcově smrti v roce 1710 bylo Fridrichovi podle otcovy poslední vůle z 23. ledna 1699 přiděleno panství Gedern a jedna šestina panství Rochefort. Později od bratra Kristiána Arnošta získal další šestinu a po smrti bratra Jindřicha Augusta Stolbersko-Schwarza další.
18. února 1742 si za přítomnosti císaře říše římské Karla VII. koupil ve Frankfurtu nad Mohanem povýšení do hodnosti říšského knížete. Přijetí tohoto povýšení zahrnovalo také jeho potomky a sestru (abatyši Augustu Marii v Herfordu), nikoli však titul hraběte či hraběnky ze Stolbergu.
Kníže Fridrich Karel zemřel 28. září 1767 ve věku 73 let.

## Manželství a potomci
Fridrich se 13. září 1719 v pětadvaceti letech oženil s o dvanáct let mladší Luisou Jindřiškou (1705–1766), dcerou hraběte Ludvíka Crata Nasavsko-Saarbrückenského. Manželku Fridrich přežil o rok, Luisa zemřela 28. října 1766. Manželé spolu měli čtyři děti:
- Ludvík Kristián Stolbersko-Gedernský (1720–1770), polní maršál
- Gustav Adolf Stolbersko-Gedernský (6. července 1722 – 5. prosince 1757), generálmajor, padl v bitvě u Leuthenu
- Kristián Karel Stolbersko-Gedernský (14. července 1725 – 21. července 1764), ⚭ 1760 Eleonora z Reuss-Lobensteinu (5. prosince 1736 – 21. ledna 1782)
- Karolína Stolbersko-Gedernská (1732–1796)